# Phidippus bidentatus
Phidippus bidentatus är en spindelart som beskrevs av Pickard-Cambridge F. 1901. Phidippus bidentatus ingår i släktet Phidippus och familjen hoppspindlar. Inga underarter finns listade i Catalogue of Life.